# Okenia kendi
Okenia kendi Gosliner, 2004 è un mollusco nudibranchio della famiglia Goniodorididae.
L'epiteto specifico deriva dal filippino kendi, che è la traslitterazione dall'inglese candy, cioè biscotto zuccheroso, dolciume, in riferimento all'aspetto del mollusco.

## Distribuzione e habitat
Rinvenuta presso le coste di Luzon, nelle Filippine, e presso l'isola indonesiana di Sulawesi.